# Carl Henrik Boheman
Carl Henrik Boheman (Jönköping, 10 de juliol de 1796 - Estocolm, 2 de novembre de 1868) fou un zoòleg i entomòleg suec.
Va estudiar a la Universitat de Lund i va entrenar com a oficial, participant en la invasió de Noruega a 1814. Havia estat un entusiasta entomòleg des de la seua infantesa, i va ser contractat per la Acadèmia sueca Reial de Ciències el 1841 com a professor i conservador del Departament d'Entomologia del Museu suec d'Història Natural a Estocolm.
El 1838, el van fer membre de l'Acadèmia militar. I, es va retirar el 1867 del Museu.
Va ser un especialista en coleòpters, i particularment en crisomèlids i el gènere Rhynchophora, col·laborant en particular amb Carl Johan Schönherr (1772-1848) en el seu gran treball en curculiònids. Els seus altres treballs inclouen a Årsberättelse om framstegen jo insekternas myria ach arachnidernas naturalhistoria under aren 1845 och 1846 (1847), Insecta Caffraria (dos volums, 1848-1857), Monographia Cassididarum Holmiæ (quatre volums, 1850-1862) i el novè volum, dedicat a Cassidinae, al Catàleg de coleòpters en la col·lecció del Museu britànic (1856). Boheman va escriure 49 articles importants descrivint moltes espècies comunes de San Francisco, Califòrnia (1851-1853) i viatge d'expedició amb la nau Eugenie Kongliga Svenska Fregatten Eugenies Resa Omring Jorden, Entomologiska Bidrag (1858-1859), així com molts altres coleòpters nord-americans.
El seu net, Erik Boheman, era el diplomàtic i el seu besnet l'actor Erland Josephson.

## Obra
Llista parcial: 
- Insecta Caffrariae annis 1838-1845 un J.Un. Wahlberg collecta. Coleoptera. Holmiae : Fritze & Norstedt v. 1 8 + 625 p. (1851).
- Årsberättelser om framstegen i insekternas, myriapodernas och arachnidernas naturalhistoria för 1840-56 (1843-1859)
- Nya svenska homoptera beskrifna (1847)
- Insecta Caffrariæ (1848-1857)
- Bidrag till Gottlands insektfauna (1850)
- Monographia cassididarum I-IV (1850-1862)
- Entomologiska anteckningar under en resa i Södra Sverige 1851 (1852)
- Catalogue of Coleopterous Insects in the Collection of the British Museum. Part IX. Cassididæ (1856)

## Abreviació zoològica
L'abreviatura Boheman s'empra per a indicar a Carl Henrik Boheman com a autoritat en la descripció i taxonomia en zoologia.